# Irische Bischofskonferenz

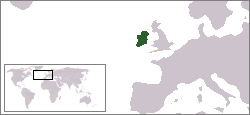
Irland in Europa

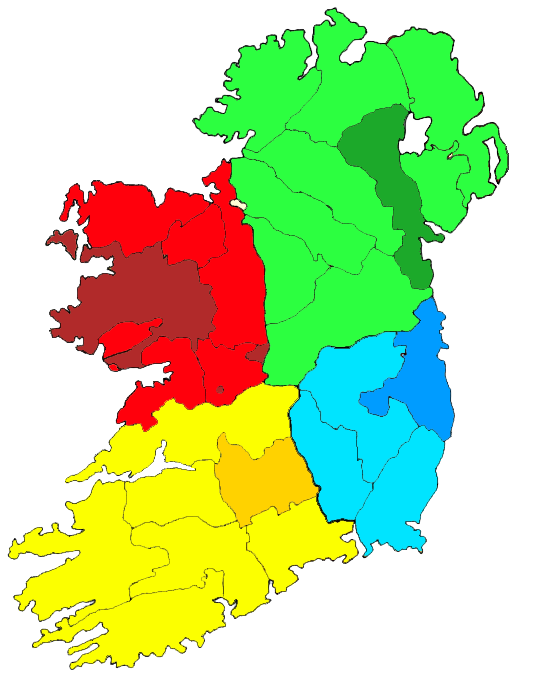
Die vier Kirchenprovinzen Irlands

Republik Irland und Nordirland

Die Irische Katholische Bischofskonferenz (englisch Irish Catholic Bishops’ Conference, irisch Comhdháil Easpag Caitliceach Éireann) ist die offizielle Bischofskonferenz der römisch-katholischen Kirche auf der Insel Irland, der die Katholiken in der Republik Irland und in Nordirland angehören. Die Irische Bischofskonferenz ist Mitglied im Rat der europäischen Bischofskonferenzen (CCEE).
Die Konferenzen werden vierteljährlich im nationalen katholischen Priesterseminar, dem St Patrick’s College in Maynooth, abgehalten. Die ansonsten autonomen Bischöfe nehmen während dieser Konferenzen die Gelegenheit zur Erörterung von seelsorgerlichen Fragen wahr und diskutieren die nationale politische Situation. Die Bischofskonferenz versteht sich nicht als eine autoritäre Versammlung, sie betrachtet sich mehr als Vermittler und Helfer in der Diözesanarbeit.

## Organisation

### Mitglieder
Dem Gremium gehören außer vier Erzbischöfen und 22 Bischöfen, die 26 Bistümer repräsentieren, auch vier Weihbischöfe an.
Die Zuständigkeit der Bischofskonferenz umfasst die gesamte Insel Irland und bezieht sich auf den Jurisdiktionsbereich von Irland und Nordirland.

### Vorsitz
Nach alter Tradition ist der Erzbischof von Armagh Vorsitzender der Bischofskonferenz; er ist gleichzeitig „Primas von ganz Irland“ (englisch Primate of All-Ireland). Die Präsidentschaft ist nicht vom Kardinalsstand abhängig.
Vorsitzende seit 1958 waren (jeweils als Erzbischof von Armagh):
- 1958–1963 John Kardinal D’Alton
- 1963–1977 William John Kardinal Conway
- 1977–1990 Tomás Séamus Kardinal Ó Fiaich
- 1990–1996 Cahal Kardinal Daly
- 1996–2014 Seán Kardinal Brady
- 2014–0000 Eamon Martin

Stellvertretender Vorsitzender ist derzeit (2021) Dermot Farrell, der Erzbischof von Dublin.

### Ausschüsse
Die Bischofskonferenz hat fünf Episcopal Commissions („Bischöfliche Ausschüsse“) eingerichtet, die sich um folgende Aufgabenbereiche kümmern:
- Katholische Erziehung und Ausbildung
- Seelsorge
- Planung, Kommunikation und Einnahmen
- Soziale Fragen und internationale Angelegenheiten
- Gottesdienst, pastorale Erneuerung und Entwicklung des Glaubens

Ferner gibt es einen Ständigen Ausschuss (Standing Committee). Im gehören die vier Erzbischöfe, die Vorsitzenden der fünf Episcopal Commissions und einige weitere Bischöfe an.